# Any julià
|  | Aquest article tracta sobre un concepte astronòmic. Si cerqueu els anys del calendari julià, vegeu «calendari julià». |

En astronomia, un any julià (símbol: a) és una unitat de mesura del temps definida exactament com a 365,25 dies de 86.400 segons SI cadascun. La durada de l'any julià és la durada mitjana de l'any en el calendari julià que es feia servir a les societats occidentals fins fa alguns segles i pel qual es denomina aquesta unitat. No obstant això, atès que els anys astronòmics julians mesuren durada en comptes de designar dates, els anys julians no es corresponen amb els anys del calendari julià ni amb els de cap altre calendari. Tampoc es corresponen amb cap de les moltes altres maneres de definir un any.

## Ús
L'any julià no és una unitat de mesura del Sistema Internacional d'Unitats (SI), però és reconegut per la Unió Astronòmica Internacional (UAI) com una unitat no SI per a l'ús en astronomia. Abans del 1984, els astrònoms utilitzaven tant l'any julià com l'any tropical mitjà. El 1898, Simon Newcomb va utilitzar un i altre a les seves Taules del Sol en la forma d'un "segle julià" (36.525 dies) i un "segle solar" (36.524,22 dies), una forma arrodonida de 100 anys tropicals mitjans de 365,24219879 dies cadascun segons Newcomb. No obstant això, l'any tropical mitjà no és adequat com a unitat de mesura, ja que varia d'any en any en una petita quantitat, 6,14×10−8 dies segons Newcomb. En canvi, l'any julià es defineix en termes de unitats de SI, tan exactes com aquestes i constants. Es desvia tant de l'any sideral com de l'any tropical en uns ± 0,008 dies. L'any julià és la base de la definició de l'any llum com a unitat de mesura de la distància.

## Èpoques
En astronomia, una època especifica un moment precís en el temps. Les posicions dels objectes i esdeveniments celestes, segons es mesuren des de la Terra, canvien amb el pas del temps, de manera que quan es mesuren o prediuen posicions celestes, cal especificar l'època a la qual pertanyen. Es fixa una nova època estàndard aproximadament cada 50 anys.
L'època estàndard en ús actualment és l'època juliana J2000.0. És exactament les 12:00 TT (prop del mig de Greenwich, però no exactament el migdia) de l'1 de gener del 2000 al calendari gregorià (no julià). Julià, pel seu nom, indica que altres èpoques julianes poden ser diversos anys julians de 365,25 dies cadascun abans o després de J2000.0. Per exemple, la futura època J2100.0 serà exactament de 365,25 dies (un segle julià) a partir de J2000.0 a les 12:00 TT de l'1 de gener de 2100 (les dates encara estaran d'acord perquè el segle gregorià 2000–2100 tindrà el mateix nombre de dies com a segle Julià).
Com que els anys julians no tenen exactament la mateixa longitud que els del calendari gregorià, les èpoques astronòmiques es desviaran notablement del calendari gregorià en uns quants centenars d'anys. Per exemple, en els propers 1000 anys, es perdran set dies del calendari gregorià però no de 1000 anys julians, de manera que J3000.0 serà el 8 de gener de 3000 12:00 TT.